# Scorzonera pusilla
Scorzonera pusilla là một loài thực vật có hoa trong họ Cúc. Loài này được Pall. miêu tả khoa học đầu tiên năm 1773.